# Sultan-Ahmed-Moschee
Die Sultan-Ahmed-Moschee (türkisch Sultan Ahmet Camii) in Istanbul wurde 1609 von Sultan Ahmed I. in Auftrag gegeben und bis 1616, ein Jahr vor dem Tod des Sultans, vom Sinan-Schüler Mehmet Ağa erbaut, sie ist ein Hauptwerk der osmanischen Architektur. Nach der Säkularisation der kaum 500 Meter entfernten Hagia Sophia war sie bis Juli 2020 Istanbuls Hauptmoschee, seit dem 24. Juli 2020 ist die Hagia Sophia wieder die Hauptmoschee der Stadt.
In Europa kennt man sie als Blaue Moschee wegen ihres Reichtums an blau-weißen Fliesen, die die Kuppel und den oberen Teil der Mauern zieren, aber jünger als der Bau selbst sind. Kunsthistorisch bedeutsamer sind die Fliesen auf dem unteren Teil der Mauern und den Tribünen: Sie stammen aus der Blütezeit der İznik-Fayencen und zeigen traditionelle Pflanzenmotive, bei denen Grün- und Blautöne dominieren. Die Ausmalung des Innenraumes wurde auf Rosa geändert.

## Architektur

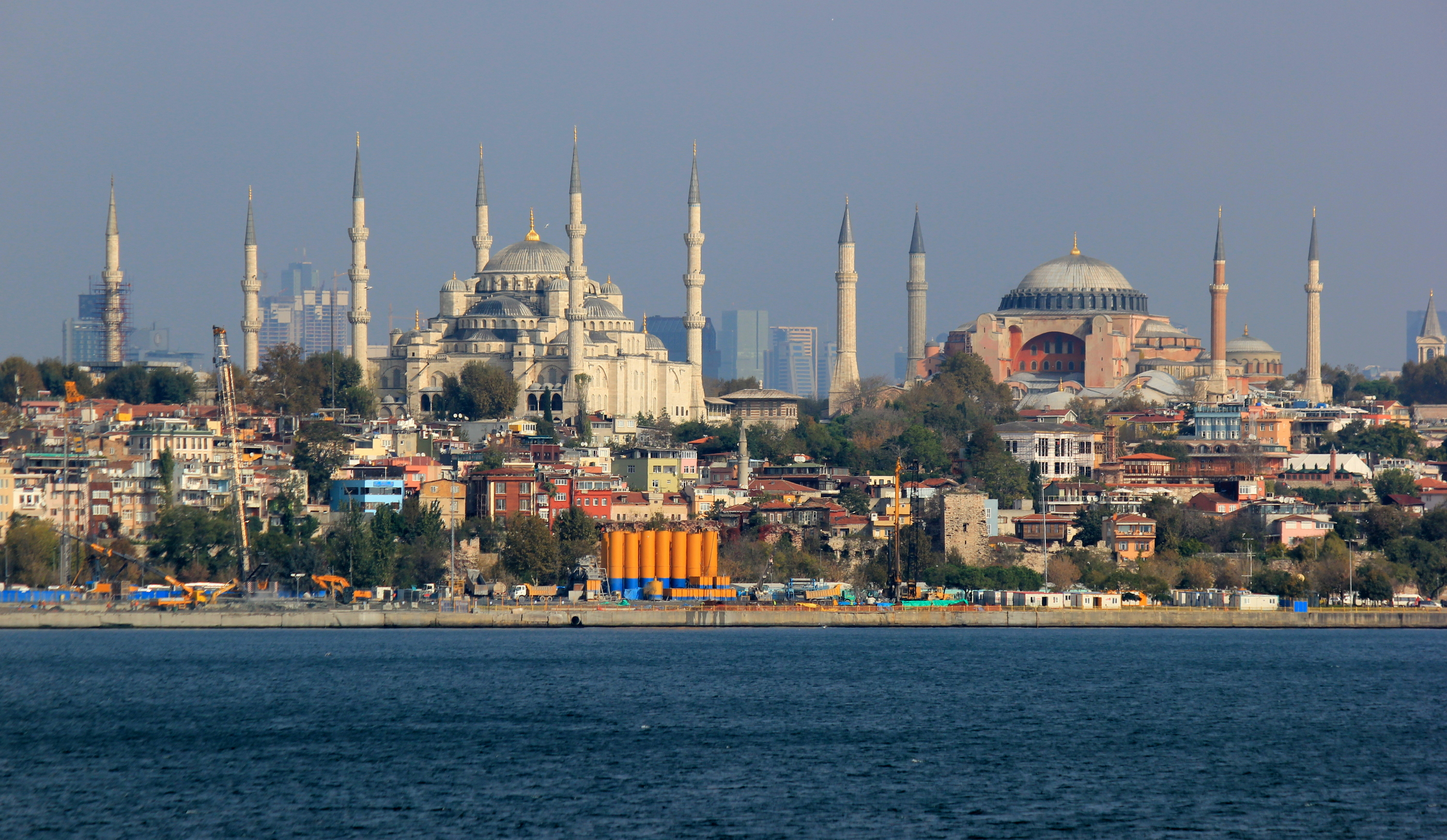
Sultan-Ahmed-Moschee (links) und Hagia Sophia von der Seeseite aus

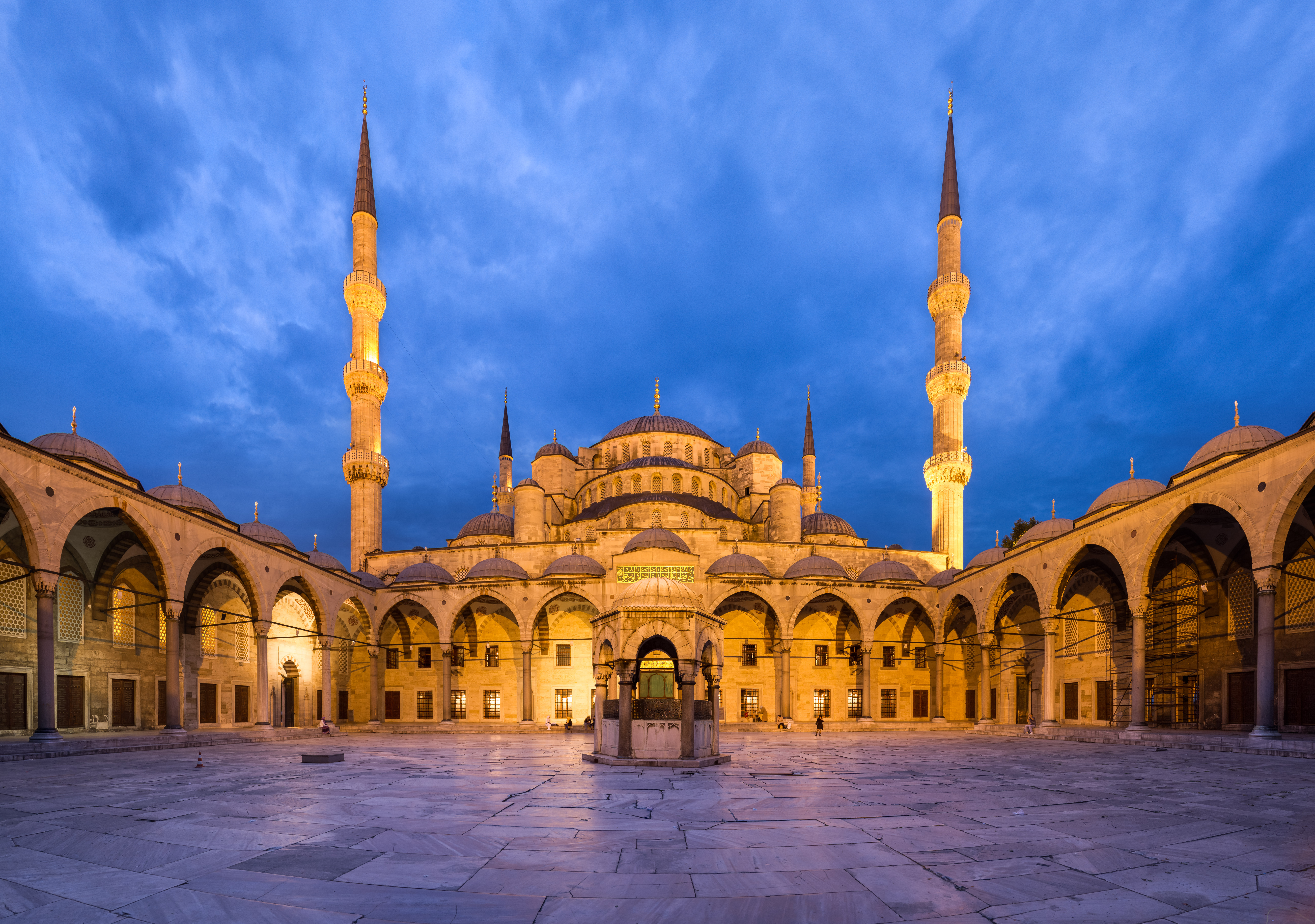
Hof der Sultan-Ahmed-Moschee bei Nacht

Die Moschee hat sechs Minarette; nur die Prophetenmoschee in Medina mit zehn und die Hauptmoschee in Mekka mit neun Minaretten haben mehr Minarette als die Sultan-Ahmed-Moschee.
Der Gebetsraum ist mit 53 m Länge und 51 m Breite fast quadratisch. Die Hauptkuppel hat einen Durchmesser von 23,5 m und ist 43 m hoch. Sie wird von vier Spitzbögen und vier flachen Zwickeln getragen, die wieder auf vier riesigen, 5 m dicken Säulen ruhen. 260 Fenster erhellen den Innenraum. Die bunten Glasscheiben sind moderne Nachbildungen der ursprünglichen aus dem 17. Jahrhundert.
Moschee und Hof waren von einer Mauer umgeben. Davon existiert nur mehr der Nordteil. Sie trennt die Moschee von den anderen Gebäuden der Külliye ab, die es heute noch gibt. In der angrenzenden Türbe, die für die Besucher geöffnet ist, ruhen Ahmed I., seine Frau und drei seiner Söhne: Osman II., Murat IV. und Prinz Beyazıt.
Im oberen Teil des Hofeingangs auf der Westseite befindet sich eine schwere Eisenkette. Diese diente dazu, dass der Sultan, der den Hof zu Pferde betrat, an dieser Stelle seinen Kopf neigen musste, wenn er nicht an die Kette stoßen wollte. Dies diente als ein symbolischer Akt, damit der Sultan nicht erhobenen Hauptes, also in der Pose vollen Stolzes, die Moschee betreten konnte.
In Teilen wurde für den Bau das Gelände des byzantinischen Großen Palastes überbaut.

## Papstbesuche der Moschee
Durch den Besuch Papst Benedikts XVI. in der Sultan-Ahmed-Moschee am 30. November 2006 anlässlich seines Pastoralbesuches in der Türkei betrat erstmals ein Oberhaupt der römisch-katholischen Kirche das islamische Gotteshaus. Während des Gebets der geistlichen Führer Istanbuls verharrte der Papst in der für Muslime üblichen Gebetshaltung in einer Meditation. Viele Medien sprachen von einem Gebet des Papstes, für das er vor allem von türkischen Zeitungen viel Lob erhielt, der Vatikan betonte jedoch, dass es sich lediglich um eine Meditation handelte. Gemeinsam mahnten die muslimischen Geistlichen und der Papst zum Frieden der Völker sowie Respekt und Toleranz zwischen den Religionen.
2014 besuchte Papst Franziskus die Moschee in Begleitung von Rahmi Yaran, dem Großmufti von Istanbul. Franziskus’ zweiminütiges Verharren mit gesenktem Haupt, geschlossenen Augen und gefalteten Händen Richtung
Mekka sollte nach Angaben eines Vatikansprechers als Zeichen des Respekts vor dem Islam verstanden werden; es sei kein formelles Gebet gewesen.

## Galerie

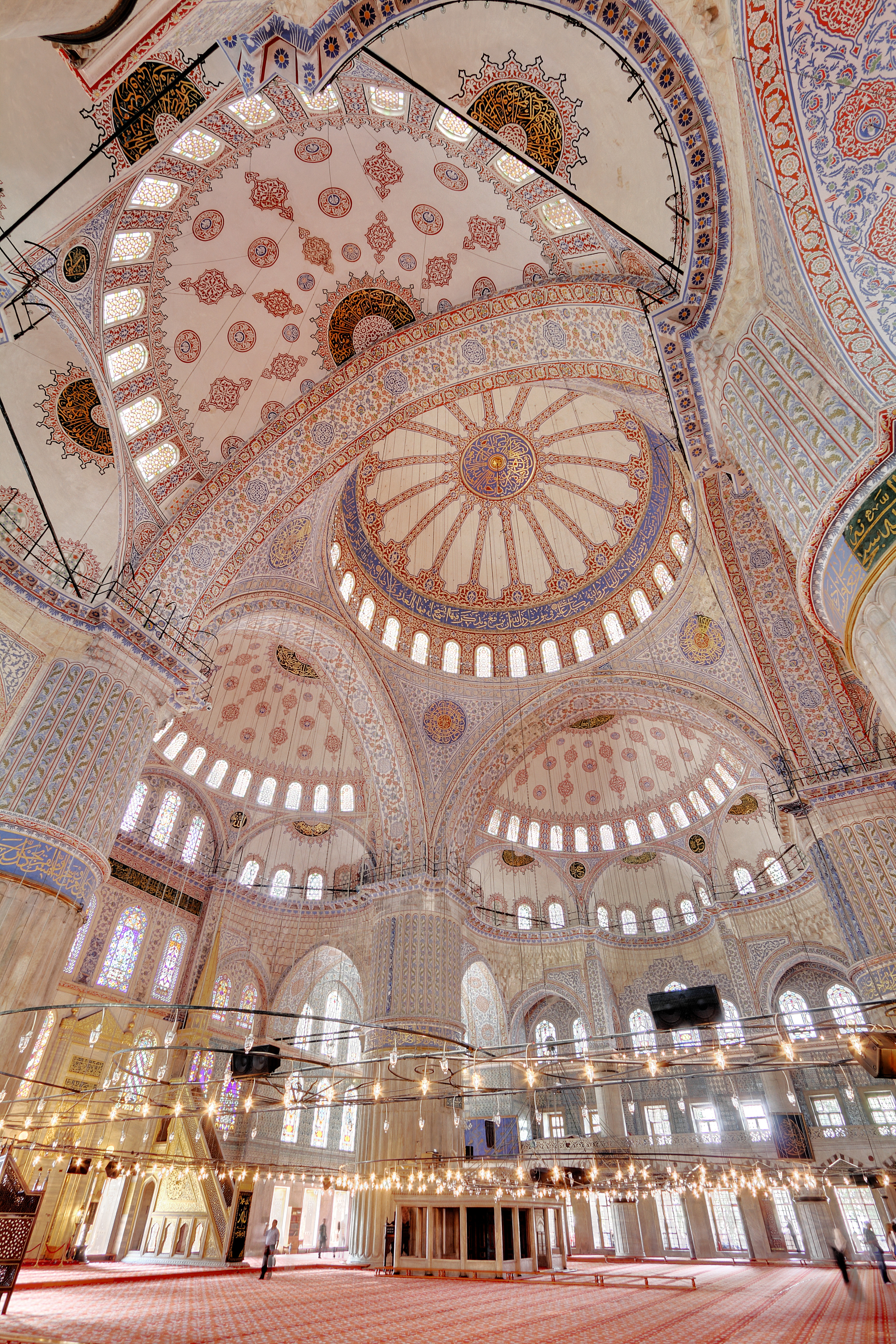
Innenraum
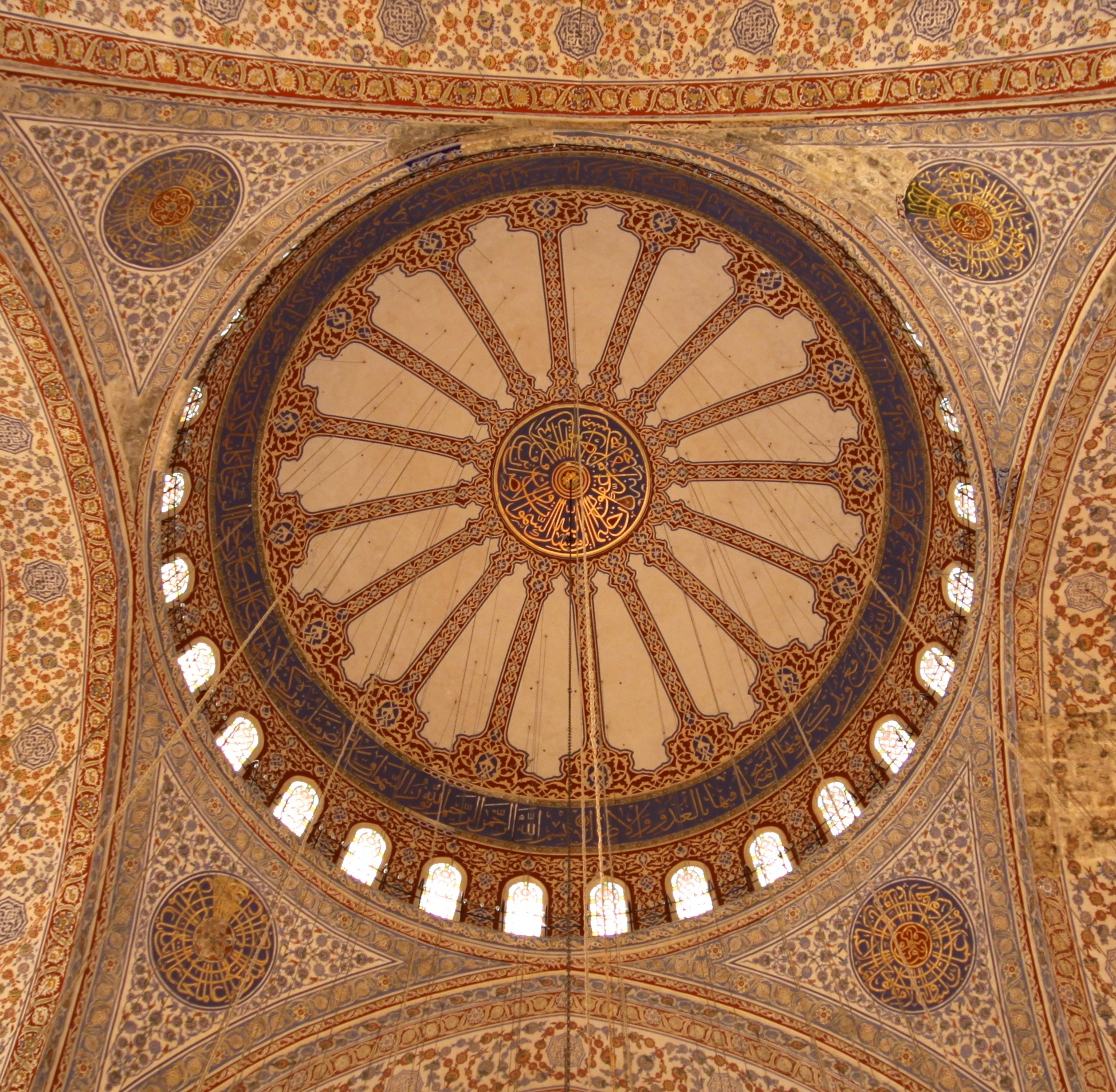
Die Hauptkuppel
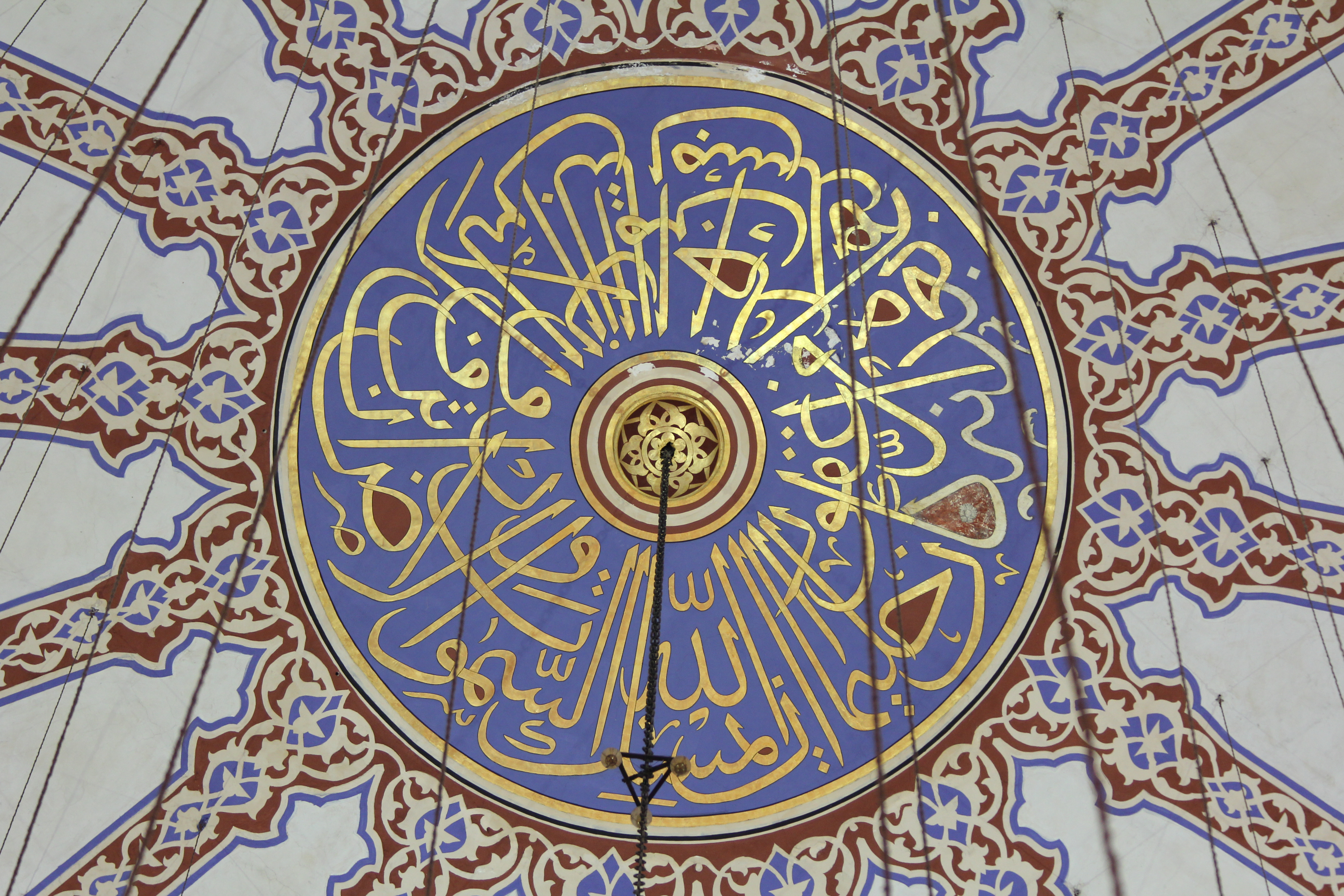
Zentrum der Hauptkuppel
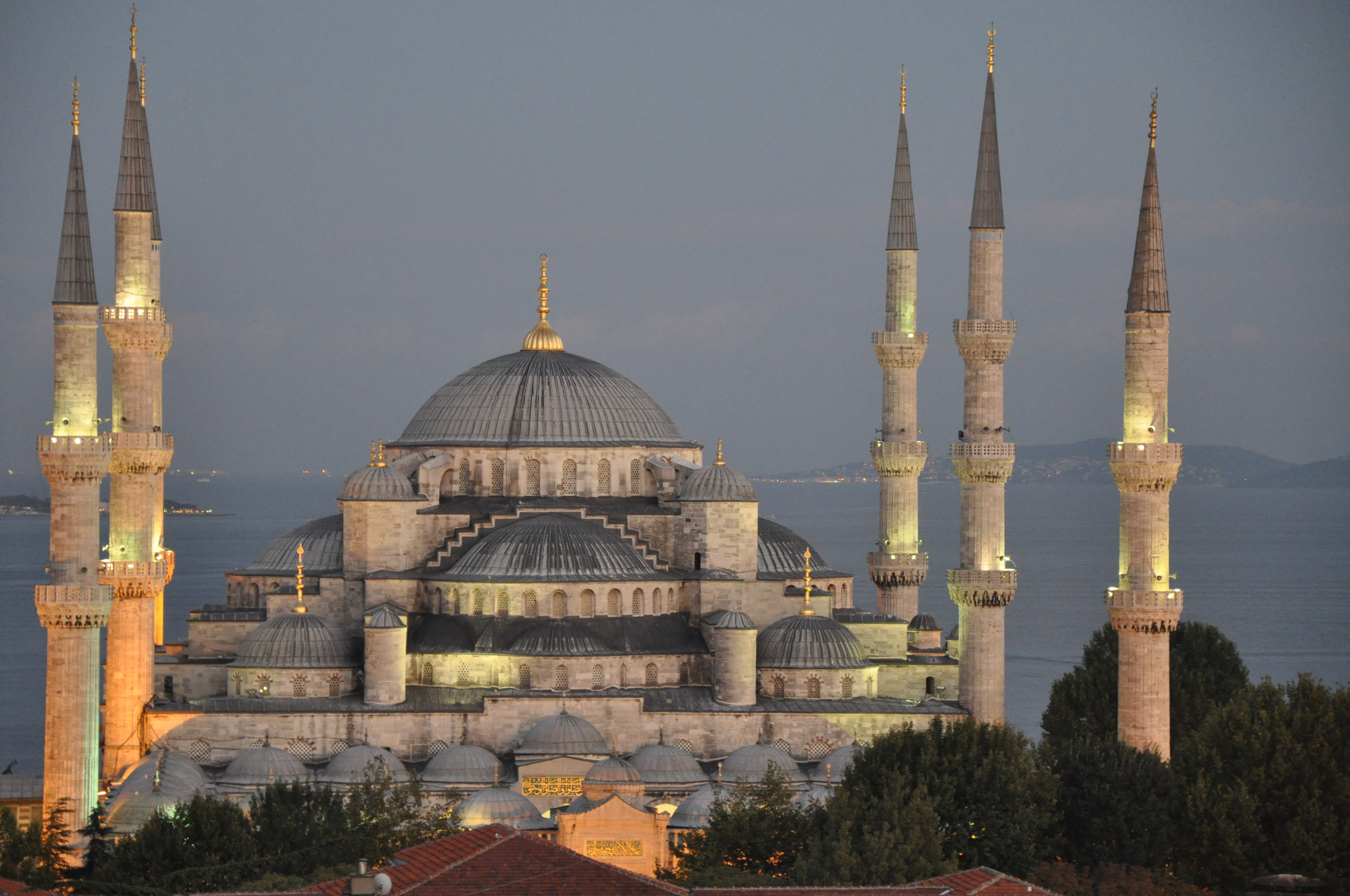
Die Moschee während der Abenddämmerung
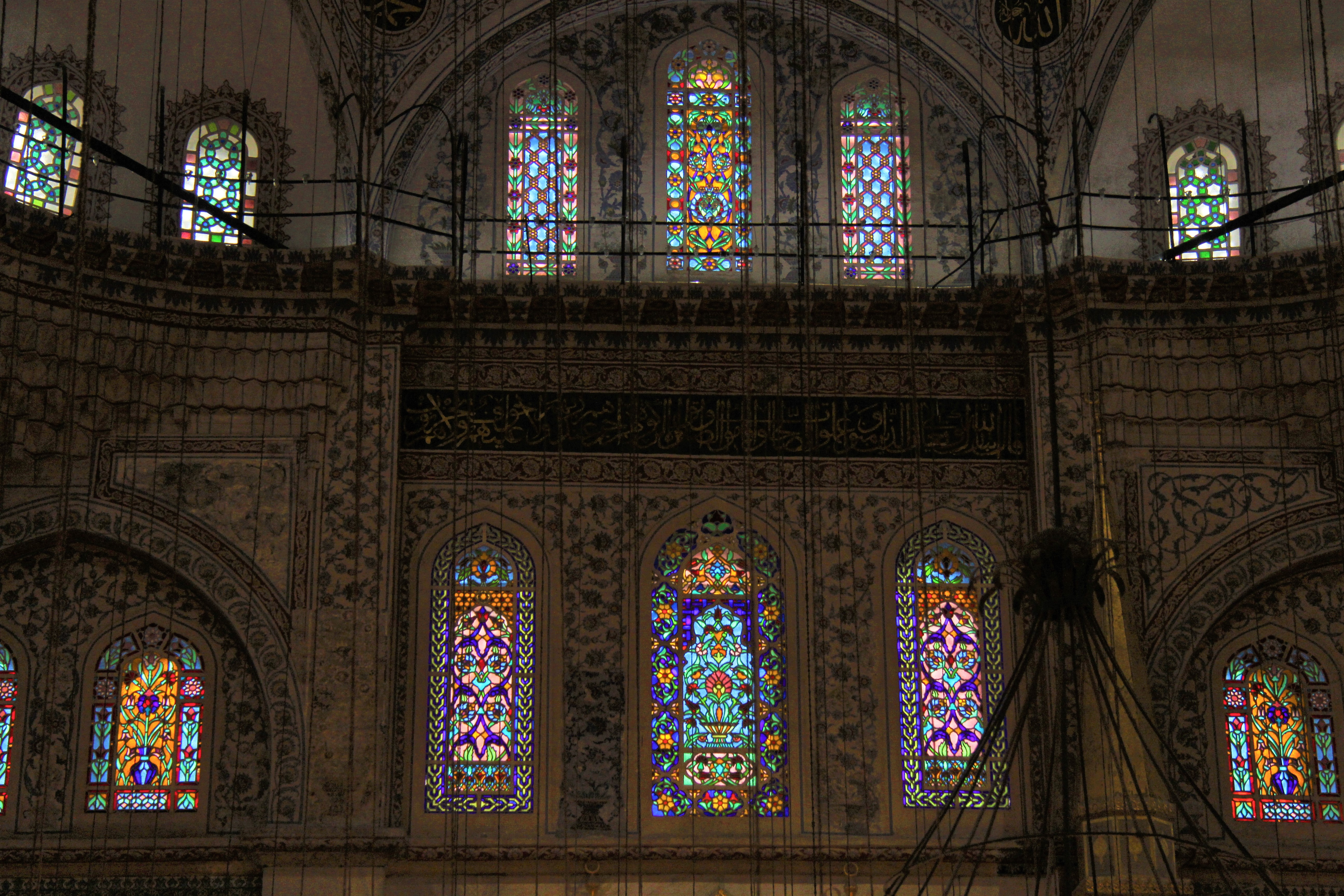
Farbglasfenster im Gebetsraum
- Sultan-Ahmed-Moschee